# Edmund S. Phelps
Edmund Strother Phelps (* 26. Juli 1933 in Evanston, Illinois) ist ein US-amerikanischer Ökonom und Träger des Wirtschaftsnobelpreises (2006).

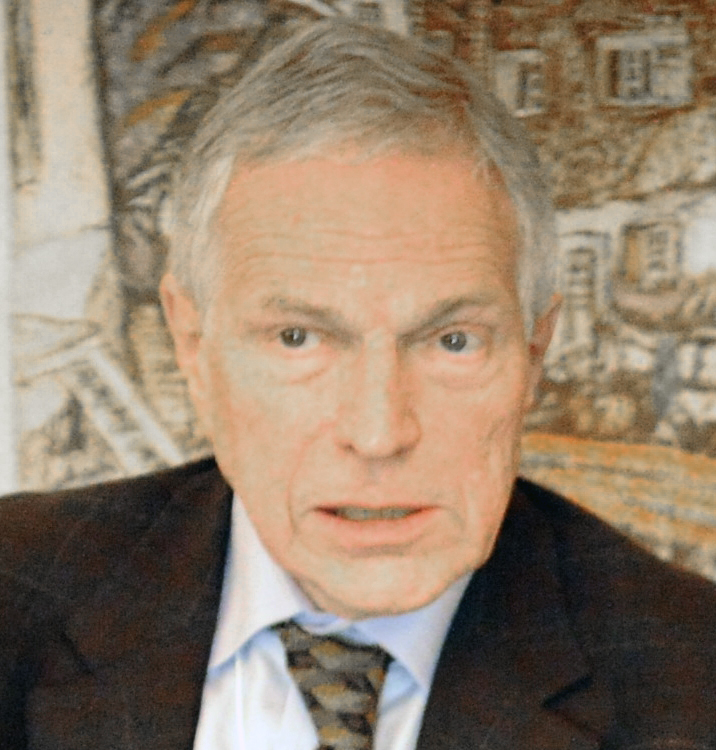
Edmund S. Phelps, 2008

## Leben
Phelps wurde in Illinois geboren und zog im Alter von sechs Jahren mit seiner Familie nach New York. 1951 ging er auf das Amherst College, um Wirtschaftswissenschaften zu studieren. Nach seinem B.A. im Jahr 1955 ging er nach Yale, wo er unter anderem unter den späteren Nobelpreisträgern Thomas Schelling und James Tobin studierte. 1959 machte er dort seinen Ph.D., danach arbeitete er kurze Zeit für die RAND Corporation, ging aber 1960 zur Cowles Foundation, einem ökonomischen Forschungsinstitut nach Colorado Springs, um seine Studien weiter zu führen. Er unterrichtete während dieser Zeit bereits in Yale. Bei der Cowles Foundation forschte er am Solow-Modell. Als Teil seiner Studien veröffentlichte er 1961 eine berühmte Publikation, in der er darauf hinwies, dass nicht die Produktion pro Kopf, sondern der Konsum pro Kopf maximiert werden müsse. Dies ist dann der Fall, wenn alle Löhne konsumiert werden und alle Zinseinkommen gespart werden, wie Phelps zeigte. Eine optimale Sparquote ist also dann erreicht, wenn der Zinssatz einer Volkswirtschaft der Wachstumsrate entspricht. Diese Erkenntnis ging als Goldene Regel der Akkumulation in die Wachstumstheorie ein. Kritisiert wird an der Goldenen Regel, dass sie anders als die Ramsey-Regel von Frank Plumpton Ramsey keine Zeitpräferenzen berücksichtigt.
Während seiner Forschungen hatte er die Gelegenheit mit vielen führenden Ökonomen wie David Cass und Tjalling C. Koopmans zusammenzuarbeiten, die seine Arbeit maßgeblich beeinflussten.
1966 verließ er Yale und ging als Professor für Wirtschaftswissenschaften an die Universität von Pennsylvania. Zwischen 1969 und 1970 verbrachte er ein Jahr im Center for Advanced Study in the Behavioral Sciences an der Stanford University. Seine dortigen Studien veranlassten ihn auch außerhalb der Makroökonomie zu forschen. 1971 ging Phelps an die Columbia University und forschte zu Themen wie Inflationssteuer und dem Einfluss der Fiskalpolitik auf die Inflation. Er veröffentlichte während seiner Studien mehrere Bücher und etliche Schriften. 1978 bekam er ein Guggenheim-Stipendium.
1982 wurde er McVickar Professor für Politische Ökonomie an der Columbia. Er gründete 2001 das Center on Capitalism & Society an der Columbia und steht diesem bis heute vor.
Phelps gilt als scharfer Kritiker der Wirtschaftspolitik von US-Präsident Donald Trump. Sie fühle sich an „wie Wirtschaftspolitik in Zeiten des Faschismus […]. Der Anführer kontrolliert die Volkswirtschaft und sagt den Unternehmen, wo es langgeht.“

## Auszeichnungen (Auswahl)
- 1980: Aufnahme in die American Academy of Arts and Sciences
- 1981: Aufnahme in die National Academy of Science
- 2000: Aufnahme in die American Economic Association
- 2001: Ehrendoktor der Universität Mannheim
- 2001: Ehrendoktor der Universität Rom
- 2004: Ehrendoktor der Universität Paris-Dauphine
- 2004: Ehrendoktor der Universität Island
- 2006: Ehrendoktor der Institut d’études politiques de Paris
- 2006: Wirtschaftsnobelpreis „für seine Analyse intertemporaler Zielkonflikte in makroökonomischer Politik“
- 2007: Ehrendoktor der Universidad de Buenos Aires
- 2007: Ehrendoktor der Tsinghua-Universität
- 2008: Chevalier der französischen Ehrenlegion
- 2008: Weltwirtschaftlicher Preis des Institutes für Weltwirtschaft
- 2008: die Universidad de Buenos Aires gründet die Catedra Phelps und benennt einen Preis in Phelps Medal for Innovation
- 2011: Aufnahme in die Russische Akademie der Wissenschaften
- 2012: Ehrenschirmherr der University Philosophical Society am Trinity College Dublin
- 2014: Freundschaftspreis
- 2014: Wilbur Cross Medal der Yale University[2]

## Bücher
- Golden Rules of Economic Growth: Studies of Efficient and Optimal Investment. W. W. Norton & Company, 1966, ISBN 0-393-09708-0
- Inflation Policy and Unemployment Theory. The Cost-Benefit Approach to Monetary Planning. W. W. Norton & Company, 1972, ISBN 0-393-33057-5
- Economic Justice, Penguin Books, 1974, ISBN 0-14-080876-0
- Individual Forecasting and Aggregate Outcomes: 'Rational Expectations’ Examined. mit Roman Frydman; et al., Cambridge University Press, 1983, ISBN 0-521-25744-1
- Seven Schools of Macroeconomic Thought, Oxford University Press, ISBN 978-0-19-828333-1, 1990
- Structural Slumps: The Modern Equilibrium Theory of Employment, Interest and Assets, Harvard University Press, 1994, ISBN 0-674-84373-8.
- Rewarding Work: How to Restore Participation and Self-Support to Free Enterprise, Harvard University Press, 1997, ISBN 978-0-674-02694-0
- Designing Inclusion, Cambridge University Press, ISBN 0-521-81695-5, 2003
- Mass Flourishing: How Grassroots Innovation Created Jobs, Challenge, and Change, Princeton University Press, 2015, ISBN 0-691-16579-3